# بورغر ويذ
بورغر ويذ هو سياسي نرويجي، ولد في 6 نوفمبر 1872 في كراغرو في النرويج، وتوفي في 7 نوفمبر 1930. نشط حزبياً في حزب المحافظين. وقد انتخب عمدة أوسلو ‏ (1923 – 1928).